# 李八方
李八方是香港及台灣《蘋果日報》的多名記者及專欄作家為報導政壇八卦新聞而用的筆名，「他」的專欄名稱為「隔牆有耳」，通常會把所報導的事件稱為「政壇江湖密聞」作為包裝，消息真假全靠讀者自行評估。
李八方在香港《蘋果日報》專欄的內容淺白，記有不少香港名人之人物志；其專欄有網上版，方便搜尋。
香港《蘋果日報》其中一位李八方為曾參與2007年香港特別行政區行政長官選舉的梁家傑之傳媒顧問、稱為「老師」的陳慧兒。

## 相關
- 香港傳媒爭議

## 外部参考
- 李八方專欄（2007年9月30日存檔）